# Torneo Godó 1983
Il Torneo Godó 1983 è stato un torneo di tennis giocato sulla terra rossa. È stata la 31ª edizione del Torneo Godó,
che fa parte del Volvo Grand Prix 1983. Si è giocato al Real Club de Tenis Barcelona di Barcellona in Spagna, dal 3 al 9 ottobre 1983.

## Campioni

### Singolare
Mats Wilander ha battuto in finale  Guillermo Vilas con il punteggio di 6–0, 6–3, 6–1

### Doppio
Anders Järryd /  Hans Simonsson hanno battuto in finale  Jim Gurfein /  Erick Iskersky con il punteggio di 7–5, 6–3